# Befrielsen på Vesterbro
|  | Denne artikel er oprettet af botten Steenthbot ud fra en ekstern database. Den kan derfor have sproglige fejl eller mangler. Denne skabelon kan fjernes efter kontrol af indholdet. |

[Befrielsen på Vesterbro] er en dansk dokumentarisk optagelse fra 1945.

## Handling
Optagelser af Danmarks befrielse på Vesterbro i København. Bevæbnede frihedskæmpere i gaderne, mennesker i gaderne, en Hitler-dukke hængt foran Kemp og Lauritzen, forskellige gadescener, tyske soldater, der forlader Københav via Vesterbrogade, ødelagte bygninger, engelske soldater og køretøjer, kvinder og engelske soldater kysser.
I farve: Gadebilleder, frihedskæmpere holder vagt, stikkerarrestationer, mand med hænderne over hovedet, Strøget med mennesker og flag, trafik foran Hotel d'angletere.